# Lilium wallichianum
Lilium wallichianum là một loài thực vật có hoa trong họ Liliaceae. Loài này được Schult. & Schult.f. miêu tả khoa học đầu tiên năm 1830.